# T. Leslie Shear, Jr.
T. Leslie Shear, Jr. (vollständiger Name Theodore Leslie Shear, Jr., * 1. Mai 1938 in Athen; † 28. September 2022 in Plainsboro Township, New Jersey) war ein amerikanischer Klassischer Archäologe.

## Kurzbiografie
T. Leslie Shear, Jr. ist der Sohn der Archäologen Theodore Leslie Shear (1880–1945) und Josephine Platner Shear (1901–1967). Er studierte an der Princeton University (A.B. 1959, M.A. 1963, Promotion 1966). 1959/60 war er Fellow an der American School of Classical Studies at Athens. 1964 bis 1967 lehrte er am Bryn Mawr College, ab 1966 als Assistant Professor. Von 1967 bis zu seiner Emeritierung lehrte er an der Universität Princeton Klassische Archäologie (1967 Assistant Professor, 1970 Associate Professor, 1979 Professor). Von 1988 bis 1994 war er dazu Professor of Classical Archaeology an der American School of Classical Studies at Athens.
Er nahm an zahlreichen Ausgrabungen teil, so in Mykene (1953–1954; 1958, 1962–1963, 1965–1966), Eleusis (1956), Perati (1956), Korinth (1960) und Morgantina (1962). Von 1968 bis 1994 war er Leiter der Ausgrabungen auf der Agora von Athen, die sein Vater 1931 begonnen hatte. Seine Forschungen widmen sich überwiegend der Architektur und Epigraphik des klassischen Griechenlands, insbesondere der Topographie von Athen.
1959 heiratete er die Archäologin Ione Mylonas (1936–2005), Tochter des Archäologen George E. Mylonas. Seine Tochter Julia L. Shear (* 1968) ist ebenfalls Archäologin.

## Veröffentlichungen (Auswahl)
- Studies in the early projects of the Periklean building program. Dissertation Princeton 1966.
- Kallias of Sphettos and the Revolt of Athens in 286 B.C. (= Hesperia Supplement 17). American School of Classical Studies at Athens, Princeton (N.J.) 1978, ISBN 0-87661-517-5.
- Trophies of victory. Public building in Periklean Athens. Princeton University Press, New Jersey 2016, ISBN 978-0-691-17057-2.